# Veliko Središte

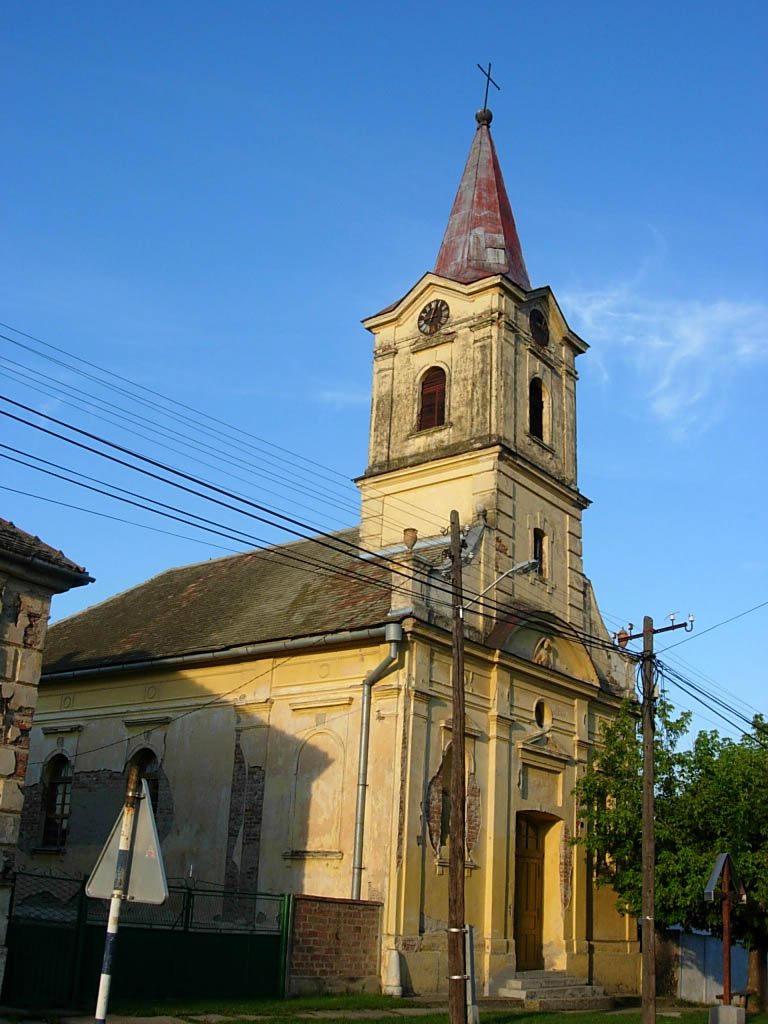
L'église catholique de la Reine-du-Rosaire à Veliko Središte

Veliko Središte (en serbe cyrillique : Велико Средиште ; en hongrois Nagyszered ; en allemand : Groß-Sredischte) est une localité de Serbie située dans la province autonome de Voïvodine. Elle fait partie de la municipalité de Vršac dans le district du Banat méridional. Au recensement de 2011, elle comptait 1 269 habitants.
Veliko Središte est officiellement classé parmi les villages de Serbie.

## Démographie

### Évolution historique de la population
| 1948  | 1953  | 1961  | 1971  | 1981  | 1991  | 2002  | 2011  |
| ----- | ----- | ----- | ----- | ----- | ----- | ----- | ----- |
| 2 050 | 2 044 | 2 120 | 1 815 | 1 698 | 1 584 | 1 340 | 1 269 |

|  |